# 人生狂騒曲
『人生狂騒曲』（じんせいきょうそうきょく、Monty Python's The Meaning Of Life）は、1983年に公開されたモンティ・パイソンの4作目にして最後の映画。前3作品と異なり、この映画のみ日本では劇場未公開。パイソンズ全員がグループとして製作した最後の作品である。また、本編前には前座として短編映画『クリムゾン 老人は荒野をめざす』（The Crimson Permanent Assurance）が組み込まれた。
原題の『The Meaning Of Life』には「人生の意味とは何か?」という意図が込められている。人生、つまり誕生から死までをテーマにした、「人生とは何か」を問うスケッチの数々で構成されている。そしてラストには直接的な結論が提示される。
前作に続き、権威に対して中指を立てる姿勢はメンバーが40歳を過ぎても変わらないが、エログロネタやブラックさはより充実し、過激な作品に仕上がっている。実験的な演出も多い。名シーンや傑作スケッチも数多く存在するが、一方で駄作も多く、パイソンズ自身にとっても満足のいかない作品となった。
この作品はメンバーの思いとは裏腹に高い評価を得、見事カンヌ映画祭審査員特別賞を受賞した。

## 制作の背景
ジョン・クリーズが「この映画はクソだ」と言ったように、『人生狂騒曲』には『ホーリー・グレイル』や『ライフ・オブ・ブライアン』のような統一感がほとんどなく、スケッチの完成度にも色むらがある。これはやはりメンバーたちが40歳を過ぎ、TVシリーズの時のような6人でのスケッチ構成ができなくなっていたからだという。ジョン・クリーズはあまり積極的に参加しようとしなかった。彼らはジャマイカに飛んで脚本を執筆したが、いつもメンバーで集まっては書いたスケッチを読みあい、なにもまとまらないまま解散する、という会合が幾度となく続いた。それでも彼らは当初『モンティ・パイソンの第3次世界大戦』というコンセプトで台本を執筆した（作品中にある戦争のスケッチはそのころの名残）が、それが「人生について」というテーマに発展していき、「人が生まれてから死ぬまでの7つの舞台」を主題にしたオムニバス・コメディーとなった。アーサー王やブライアンのような主人公を設定してストーリー性を持たせるところまで脚本を練り上げることはできなかった。
パイソンズは、その映画の制作のためにユニバーサルと契約した。そのときの交渉はまったく簡単なもので、エリック・アイドルが書いた映画の内容に関する詩をみせただけであった。彼らは今までにないほど予算に恵まれ、「精子の歌」や「ミスター・クレオソート」のような、スケールの大きなシーンを撮影することができた。問題は、テリー・ギリアムの撮影した短編映画『クリムゾン　老人は荒野を目指す』であった。もともと映画に組み込む短いアニメーションを作るはずだった彼は、勝手に巨大なセットを組んで、壮大なショート・フィルムを制作し始めた。他のメンバーがそれに気づいたころには、ギリアムはすでに膨大な予算を使ってしまっていた。その上、そのシーンが映画の中にうまく組み込むことができないということが判明した。『クリムゾン』は大作映画のような雰囲気をもっており、しかも長い作品だったために、作品中の他のスケッチとの相性が悪かった。そこでパイソンズは『クリムゾン』を作品から切り離し、頭に持ってくるという決断を下した。
本作はパイソンズにとって納得のいく出来ではなかったが、1983年のカンヌ映画祭でコメディー映画には珍しい審査員特別賞を受賞した。授賞式に出向いたのはテリー・ジョーンズだけであった。

## 構成
短編映画　『クリムゾン　老人は荒野をめざす』
終身雇用会社で過酷な労働を強いられている老人たちが、反乱を起こして海賊になる。古いビルが海賊船になって航海し、巨大金融街に復讐する。テリー・ギリアム監督作品。当初はアニメーションで制作されパート５に組み込まれる予定であったが、ギリアムの独断で実写作品となり、他メンバーから「映画全体と色が違う」と指摘され、「映画本編とは別物」として上映されることになった。
オープニング
パイソンズの顔をした魚たちが「人生の意味」について語り合い、アイドルのオープニングテーマが流れる。
パート1 『出産の奇跡』母体を何とも思わない医者二人によるスケッチ
出産直前の女性が病院に入ってくる。医者たち（クリーズとチャップマン）は妊婦そっちのけで、病院の管理者（ペイリン）に印象づけるために、高価な機器を多数、総動員する。アイデアは、彼自身が医師で、近年の病院が機械だらけだと気づいていたチャップマンから。
パート1 『出産の奇跡2 第3世界編』「すべての精子は大切」という曲の壮大なミュージカルの後、プロテスタント夫婦が「セックス」について語り合う。
ヨークシャー、ローマカトリックの労働者（ペイリン）は失業して帰宅し、妻（ジョーンズ）と無数の子供たちに、教会が避妊を禁止していることを説明し、「子供たちは全員、科学実験用に売る」と宣告。ペイリンがミュージカル・ナンバー「すべての精子は大切(Every Sperm Is Sacred)」を歌い踊ると、街じゅうの人が参加する。それを眺めながら、プロテスタントの男（チャップマン）は、妻（アイドル）に、彼らの教会が避妊具を許容していることを、誇らしげに語る。
パート2 『成長と教育』学校の性教育の時間、教師自ら実演する。その後「教師対生徒」の非道なラグビーの試合が行われる。
校長（クリーズ）と牧師（ペイリン）はパブリック・スクールの聖公会でナンセンスな演説を行う。校長は、学校で飼っている鵜に関して、細かい注意を行う。その後の学級編では、退屈している男子生徒たち（アイドル、ペイリン、ジョーンズ、チャップマンなど）に向け、校長（クリーズ）が彼の妻（パトリシア・クイン）との実演を含めて「セックスについての講義」を行う。その後、少年たちのチームと教師たちのチームとのラグビーの試合が、暴力的に描かれ、最終シーンはパート3につながる。
パート3 『互いに戦いあうこと』「戦争」をテーマにした短いいくつかのスケッチが続く。
敵軍の激しい攻撃をうけている第一次世界大戦中のイギリス軍。戦闘中に、将校（ジョーンズ）に、彼の部下たち（チャップマン、ギリアム、ペイリン、アイドル、およびクリーズ）が、彼の誕生日を祝いプレゼントやケーキを渡すが、部下たちは次々に死んでいく。
曹長（ペイリン）が小隊のメンバーに行進を命令するが、隊員たち（アイドル、チャップマン他）が、「行進より好きな趣味がある」として、次々に去っていく。
1879年、ナタールにおけるズールー戦争中、イギリス軍はズールー族により壊滅的な打撃を受けるが、将校たちは優雅に自分たちの生活を楽しんでいる。将校の一人のパーキンス（アイドル）は、夜の間に右足を噛み切られていた。軍医（チャップマン）はアフリカ原産のものではないにもかかわらず、虎が加害者だと言い張る。将校のクリーズとペイリンは軍曹（ジョーンズ）と共に、虎の探索を行う。それぞれ虎のスーツの片半分に身を包んだ2人の不審な男（アイドルとペイリン）を発見。彼らは虎に扮している理由を弁解するが、まったく説明にならない。
『映画の折り返し点』女性プレゼンターによる『サカナを探せ』。
トーク番組のホステスのような女性（ペイリン）は、『サカナを探せ』という短編映像を紹介。ドラッグクイーン（チャップマン）、手足がひょろ長い男（ジョーンズ）と、象の頭の執事が登場し、魚を見つけるよう観客に挑戦する。
オープニングの魚たちが再登場。
パート4 『中年』アメリカ人の夫婦がレストランで「哲学」を注文する。
中年のアメリカ人夫婦（夫ペイリン、妻アイドル）が、中世のイギリスの地下牢をテーマにしたハワイのレストランに入る。彼らに、ウェイター（クリーズ）によって会話のトピックのメニューが示され、「哲学」と「人生の意味」を選択。「哲学者の名前にはＳがついている」など無知な会話が連続し、夫婦は「この会話は駄目だ」と文句を言う。
パート5 『臓器移植』突然やってきた医者二人が男を押さえつけ、肝臓を無理やり摘出する。
ラスタファリ運動家のユダヤ人・ブラウン氏（ギリアム）の自宅に、突然、2人の救急隊員（チャップマンとクリーズ）が到着。ブラウン氏が臓器移植に登録しているとして、肝臓を無理やり摘出する。その最中、クリーズ演じる救急隊員はブラウン夫人（ジョーンズ）に求婚し、さもなくば肝臓を提供するよう迫る。彼女は最初は抵抗するが、冷蔵庫から出てきた謎の男（アイドル）が、宇宙の中での人類の存在についての無意味さの歌『ギャラクシー・ソング』を歌い、彼女は肝臓提供に同意する。
『クリムゾン　老人は荒野をめざす』に登場する大企業の役員室で、会議をしているビジネスマンたち。「人生の意味」についての、2種類の報告がされる。「人々は忙しすぎて、霊的なエネルギーのことを忘れている」「人々が適切な帽子をかぶっていない」。この後、『クリムゾン　老人は荒野をめざす』での老人たちの襲撃シーンが繰り返される。
パート6 『晩年』超肥満体のクレオソート氏がレストランで吐きまくり、最後には食べすぎで破裂してしまう。
豪華なレストラン。アイドルが演じるピアニストが、「ペニスの歌」を歌う。病的肥満のクレオソート（ジョーンズ）が到着。支配人（クリーズ）は平静に応対するが。嘔吐がおびただしく、かつ巨大な食事とビールやワインの膨大な量を消費。他の常連客の嫌悪感を誘う。支配人は食後に小さなミントウェハースを提供するが、それを食べた拍子に、クレオソートの体は大爆発する。
クエンティン・タランティーノは、過去に見た映画のシーンで、その陰惨さで彼の心をかき乱した唯一のものだと語った。このスケッチが原因で、以前のパイソンズのフィルムよりもはるかに大きな予算を必要とし、撮影に一週間がかかった。
パート6B 『人生の意味』前のレストランのウエイターが人生の意味について考察する。
支配人は、掃除の女性マリア（ジョーンズ）と会話。彼女は世界中の様々な有名な施設で働いたことがあるというが、どこでも人生の意味のヒントすら、見つからなかったという。
ウェイターのガストン（アイドル）は、カメラに向かって「すぐそこだから来て」といい。延々と誘導して、彼が生まれた田舎の屋敷が見える所まで連れてくる。彼の母親が「世界の美しさに気づき、すべての人を愛して欲しい」と彼を励ましたことを説明し、「これが僕にとっての人生の意味だ」と言う。観客が面白く思ってないことに気が付き、彼は怒って歩き去る。
パート7 『死』「自分で死に方を決められる」死刑囚の死刑執行と、死神に天国に連れ去られる人々のスケッチ。
トップレスの美女の大群に追われて、崖の端から落ちる死刑囚の男（チャップマン）。彼は、自分の執行方法を選択することが許可されている。
アニメーション。落ち込んだ秋の葉は木から落ちることで「自殺」する。取り乱した彼の妻と子供たちはすぐに同様に落下。その直後に、葉の残りの部分が続く。
死神（クリーズ）がカントリーハウスを訪問すると、死神に気が付かない主人たちから、開催中のディナー・パーティーに招待される。パーティの客も死神を認めようとしないが、汚染されたサーモンムースで全員が死亡。彼らの魂は、自分の体を離れ、死神に連れられて天国に到着する。
天国は、毎日がクリスマスである明るいラスベガスのホテルだった。巨大なラウンジは映画に登場したキャラクターで埋め尽くされている。トニー・ベネットに似た安っぽいラウンジ歌手（チャップマン）は、天使の羽が生えサンタクロースの衣装を着て乳房を出した美女群を従え、曲「天国のクリスマス」を歌う。
エンディング
『映画の折り返し点』のホステス（ペイリン）が再登場。人生の意味が書かれた封筒を手渡され「人に親切に、脂肪を避ける、良い本を読み、良く歩く、信条や国が違う人々と平和に暮らす」となげやりに読みあげる。彼女は「ファミリー映画糞くらえ」と叫んで、映画の終わりを宣言する。
ブラウン管テレビの画面が映し出され、『空飛ぶモンティ・パイソン』のオープニング曲だった、スーザの『自由の鐘』が流れる。テレビ自体はどんどん後方へ遠ざかり、それに伴って『自由の鐘』もフェードアウトしていく。
星空をバックにアイドルの「ギャラクシー・ソング」が流れる。

## キャストと日本語吹替え
- 主演
  - グレアム・チャップマン（15役）：安原義人
  - ジョン・クリーズ （9役）：納谷六朗
  - テリー・ギリアム （7役）：飛田展男
  - エリック・アイドル （15役）：広川太一郎
  - テリー・ジョーンズ （12役）：飯塚昭三
  - マイケル・ペイリン （17役）：青野武
- その他出演
  - キャロル・クリーヴランド
  - パトリシア・クイン
  - サイモン・ジョーンズ
  - マット・フリューワー
  - 老人：楠見尚己
  - 吹き替え版その他声の出演：伊藤亜矢子、浅井晴美、小暮英麻、小伏伸之、吉野貴宏、遠藤純一、麻生智久、荒川太郎、沢木郁也、長克巳、佐々木敏
- 日本語吹き替え制作スタッフ
  - 演出：岩浪美和
  - 翻訳：さいたまんまーん
  - 制作：ACクリエイト

## その他
- 日本では字幕スーパー版でビデオ化されたのち、日本語吹替え音声を収録したDVDがリリースされた。吹替え版はこのソフトのため極力『空飛ぶモンティ・パイソン』でのオリジナルキャストを集めて録音したが、当時既に山田康雄が故人であったことや納谷悟朗の体調不良などを理由に、グレアム・チャップマン、ジョン・クリーズ、テリー・ギリアムの担当声優が代わっている。
- 2004年にリリースされたスペシャル・エディションDVDには、ディレクターのコメント、削除シーン、 舞台裏ドキュメンタリー（真実とおふざけの両方）が収録されている。
- タイトル場面で、石板に書かれた題名が最初は「The Meaning Of Liff」になっているが、稲妻に打たれた瞬間に正しい綴りに変わる。これは、映画の数年前に出版された『The Meaning of Liff』（ダグラス・アダムズ、ジョン・ロイド著）を暗に示すかのようだが、パイソンズはそんな名前の本が存在することを知らなかったと述べている。しかし、パイソンズはアダムズと親交があり、アダムズは『フライング・サーカス』の最終シリーズのスケッチの一つでグレアム・チャップマンのアシストもしている。
- アイルランドでは、『ライフ・オブ・ブライアン』と同様にこの映画もオリジナル版での公開が禁止されたが、後にレイティング15でビデオ・リリースされた。
- 英国では、劇場公開時と最初のビデオ・リリース時にはレイティング18だったが、2000年に15になった。
- スケッチ「死」には『モンティ・パイソン・アンド・ホーリー・グレイル』の音楽が付けられている。
- この映画のキャッチフレーズは「神は6日間かけて天地を創造したが、モンティ・パイソンはたった90分でそれを台無しにした」というものだが、映画の長さは107分である。『クリムゾン 老人は荒野をめざす』を17分の独立したショート・フィルムとした場合のみ、90分になる。